# William J. Nellis

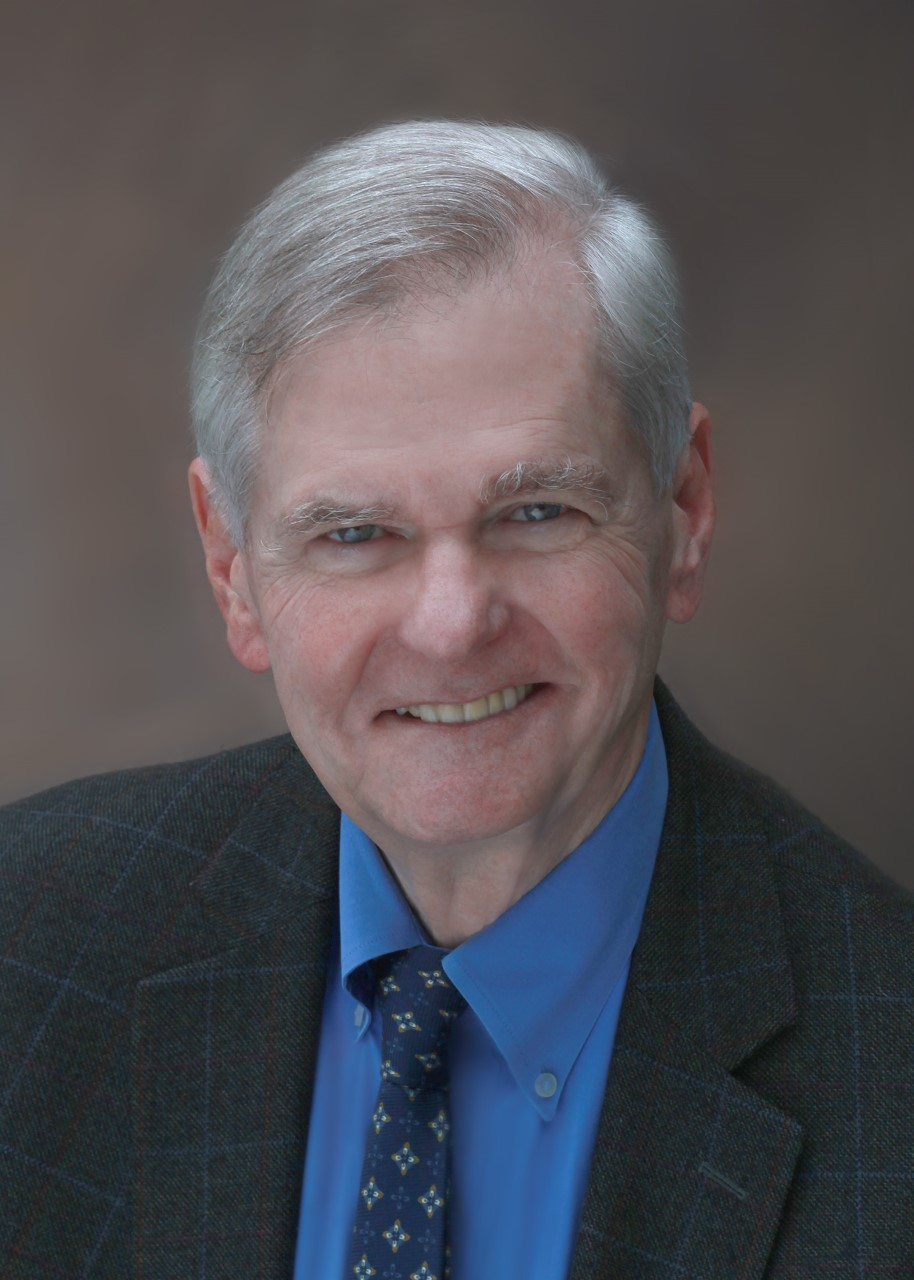
William J. Nellis

William Joel Nellis (* um 1943 in Chicago)  ist ein US-amerikanischer Physiker.

## Leben und Werk
Nellis studierte an der Loyola University in Chicago mit dem Bachelor-Abschluss 1963 und an der Iowa State University mit dem Master-Abschluss 1965 und der Promotion 1968. Als Post-Doktorand war er bis 1970 am Argonne National Laboratory (Abteilung Materialwissenschaften) und ab 1970 Assistant Professor am Monmouth College. Ab 1973 war er am Lawrence Livermore National Laboratory (LLNL). 1978 bis 1981 war er Gruppenleiter der High Dynamic Pressure Experimental Group. 1984 bis 1994 war er Leiter der Abteilung Physik und 1984 bis 1994 Leiter des Center for High Pressure Sciences des University of California Institute of Geophysics and Planetary Physics in Livermore. 2000 war er dort Teller Fellow und 2004 ging er beim LLNL in den Ruhestand. Ab 2004 war er außerdem mit der Harvard University assoziiert.
1989 war er Gastprofessor an der University of California, San Diego, und 2000 Gastwissenschaftler am Trinity College in Oxford.
Nellis untersuchte physikalische Eigenschaften wie Zustandsgleichung, elektrische Leitfähigkeit, Schallgeschwindigkeit und Phasenübergänge von Materialien unter hohem Druck (0,1 bis 3 Mbar) und hoher Dichte, erzeugt durch Stoßwellen nach Einschlag von mit einer Gaskanone bis auf 8 km pro Sekunde beschleunigten Projektilen. So zeigte er mit Mitchell, dass Wasserstoff bei 1,4 Mbar und Kompression auf die neunfache gewöhnliche Flüssigkeits-Dichte (sowie 3000 Kelvin) metallisch wird. Die Ergebnisse haben zum Beispiel Anwendung auf die Verhältnisse im Innern der großen Gasplaneten (wie Jupiter, Saturn).

## Mitgliedschaften
Er ist Fellow der American Physical Society, der American Geophysical Union und der American Association for the Advancement of Science.

## Auszeichnungen
1997 erhielt er mit Arthur C. Mitchell den George Duvall Shock Compression Science Award für bahnbrechende experimentelle Untersuchungen molekularer und planetarer Flüssigkeiten mit Stosswellen-Kompression und 2001 den Bridgman Award. 1999 bis 2003 war er Vizepräsident und 2003 bis 2007 Präsident der International Association for the Advancement of High Pressure Science and Technology (AIRAPT).